# Цибенко Василь Григорович
Васи́ль Григо́рович Цибе́нко (нар. 8 січня 1950, с. Вербувата, Христинівський район, Київська область, Українська РСР, СРСР) — український державний діяч та дипломат. Надзвичайний і Повноважний Посол України. Голова Черкаської обласної ради (1994—1998), голова Черкаської обласної державної адміністрації (1995—1998).

## Біографія
Народився 8 січня 1950 в с. Вербувата, Христинівський район, Черкаська область.
У 1972 закінчив Київський автомобільно-дорожній інститут і розпочав свій трудовий шлях інженером Уманської автомобільної колони № 2234. Згодом працював начальником відділу експлуатації і заступником начальника цієї колони.
З 1977 року — інструктор промислово-транспортного відділу Уманського міськкому Компартії України, з 1980 року — інструктор промислово-транспортного відділу Черкаського обкому Компартії України, з 1984 року — заступник завідувача промислово-транспортного відділу Черкаського обкому Компартії України, з 1986 року — завідувач цього відділу.
У 1988 обраний першим секретарем Придніпровського райкому Компартії України міста Черкаси, 1991 рок — головою Придніпровської районної Ради народних депутатів міста Черкаси та одночасно головою її виконкому.
У 1992 призначений першим заступником голови Черкаської обласної держадміністрації, 1994 року — представником Президента України у Черкаській області.
У червні 1994 року обраний головою Черкаської обласної ради. На цій посаді працював до квітня 1998 року.
З липня 1995 по червень 1998 — голова Черкаської облдержадміністрації.
З січня 1999 по 2000 — керівник Головного управління з контролю за виконанням актів Президента України в Адміністрації Президента України.
З лютого 2000 по серпень 2001 — заступник, перший заступник Міністра транспорту України.
З 30 серпня 2001 по 18 серпня 2005 — Надзвичайний і Повноважний Посол України в Республіці Казахстан.
З листопада 2005 по серпень 2006 — перший заступник Міністра транспорту та зв'язку України.
З 10 червня 2009 по 18 червня 2015 — Надзвичайний і Повноважний Посол України в Грузії.

## Нагороди та відзнаки
- Орден «Знак Пошани» (липень 1986).
- Почесна Відзнака Президента України (листопад 1995)[16],
- орден «За заслуги» II ступеня (січень 2000)[17].
- Орден Данила Галицького (грудень 2004).
- Орден «Достик» (Дружба) II ступеня Республіки Казахстан (вересень 2005).
- Державний службовець 1-го рангу (квітень 1994)[18].
- Дипломатичний ранг — Надзвичайний і Повноважний Посол (січень 2005)[19].